# ツチトリモチ
ツチトリモチ（土鳥黐、Balanophora japonica）とは、ツチトリモチ科ツチトリモチ属の寄生植物。

## 概要
日本固有種で、本州（紀伊半島）から四国、九州、南西諸島（種子島〜口永良部島）までの山地の森林内に生育する。
宿主であるハイノキ属のクロキやハイノキの根を抱くようにして地下に塊状の茎があり、秋の終わりに花茎が地上に顔を出す。花茎は太くて短く高さ6～12cm、多数の鱗片状の葉に包まれる。花期は10〜11月。花茎も鱗片も花序と同様に真っ赤である。その先端に楕円形の花序がつく。花序は大きさが鶏卵ほどで、表面は細かい粒状のもので覆われ、赤い。ちょうど、ヤマモモの果実を大きくしたような感じである。この粒子は花ではなく、花穂の表面から突出した球状の構造である。これが互いにほぼ密着するように並んでおり、花序の外見はこれが並んだ状態が見えるだけである。花はその突起の間の隙間に並んで生じ、外からは見えない。花はすべて雌花で、単純な形の雌しべのみからなる。雌雄異株であるが、雄株は発見されたことがない。したがって種子は単為生殖によって作られる。
なお、和名のツチトリモチは、根茎から鳥黐（とりもち）を取ったことにちなむ。別名に山寺坊主というのがある。

## Status
生育地である下記の地方公共団体が作成したレッドデータブックに掲載されている。
- 三重県：絶滅危惧IA類
- 和歌山県：絶滅危惧IB類
- 広島県：絶滅危惧II類
- 徳島県：絶滅危惧II類
- 愛媛県：準絶滅危惧
- 大分県：準絶滅危惧
- 長崎県：絶滅危惧II類
- 鹿児島県：準絶滅危惧